# Сепелёв, Юрий Фаддеевич
Ю́рий Фадде́евич (Фадеевич) Сепелёв (30 ноября 1930 — 2012) — советский и российский дипломат. Чрезвычайный и полномочный посол.

## Биография
Окончил Саратовский государственный юридический институт им. Д. И. Курского (1952), Плодоовощной институт им. И. В. Мичурина и Высшую дипломатическую школу МИД СССР (1968).
- В 1953—1965 годах — секретарь Ленинского райкома Тамбова, первый секретарь Тамбовского обкома ВЛКСМ, первый секретарь Сампурского райкома КПСС.
- В 1965—1968 годах — слушатель ВДШ МИД СССР.
- В 1968—1971 годах — советник посольства СССР в Великобритании.
- В 1971—1972 годах — сотрудник центрального аппарата МИД СССР.
- В 1972—1975 годах — генеральный консул СССР в Загребе (Югославия).
- В 1975—1979 годах — сотрудник центрального аппарата МИД СССР.
- В 1979—1982 годах — генеральный консул СССР в Калькутте (Индия).
- С 30 декабря 1982 по 1 сентября 1986 года — чрезвычайный и полномочный посол СССР в Мозамбике.
- С 24 апреля 1983 по 2 апреля 1985 года — чрезвычайный и полномочный посол СССР в Лесото по совместительству.
- С 11 октября 1989 по 29 апреля 1993 года — чрезвычайный и полномочный посол СССР/России на Мадагаскаре.

Похоронен на Кунцевском кладбище (10 уч.)

## Награды
- Орден «Знак Почёта» (дважды)